# Jamar Smith
Jamar Desean Smith (Peoria, Illinois, 7 de abril de 1987) es un jugador de baloncesto estadounidense. Con 1,91 m de estatura, su puesto natural en la cancha es la de escolta. Actualmente juega en el Pallacanestro Reggiana  de la Lega Basket Serie A italiana.

## Trayectoria
Es un jugador formado a caballo entre la Universidad de Illinois y la de Southern Indiana. Jamar no fue elegido en el Draft de la NBA de 2010 y dio el salto a Europa donde militó en el BK Prostejov, equipo de la liga checa, donde disputó un total de 44 partidos, promediando 14,8 puntos, 2,5 asistencias y 3,1 rebotes por encuentro, con una media de 26,7 minutos por juego. Más tarde, también disputó la liga de verano con la franquicia de los Celtics.
Jamar jugó en las filas de Brose Baskets donde promedió 10.5 puntos y 1.9 rebotes en la BBL germana y 12.5 puntos y 1.8 asistencias en la primera fase de la Euroleague y posteriormente 5.8 puntos y 2.2 rebotes. En 2014 firma con el CSP Limoges en su afán de potenciar su plantilla de cara a su participación en la Euroleague, por dos temporadas.
En 2015 ha promediado en la Euroliga 14 puntos con un 45,8 % en triples mientras que en la LNB se ha ido hasta los 13 con un 45,7 % siendo el cuarto mejor triplista de la competición. Al final de temporada, se proclama campeón de la Liga Nacional de Baloncesto de Francia con el CSP Limoges. Fue el presidente del Limoges, Frederic Forte, que afirmó en declaraciones a la televisión gala que Jamar Smith había firmado un contrato con Unicaja Málaga, el compromiso con el cuadro malagueño sería por una temporada y otra opcional.
El 7 de julio de 2021, firma por el Bahçeşehir Koleji S.K. de la BSL turca.
El 11 de julio de 2023 firmó un contrato por dos años con el Pallacanestro Reggiana de la Lega Basket Serie A italiana.

## Estadísticas

### Euroliga
| Año     | Equipo                | PJ | MPP  | %T2  | %T3  | %TL  | RPP | APP | RPP | TPP | PPP  |
| ------- | --------------------- | -- | ---- | ---- | ---- | ---- | --- | --- | --- | --- | ---- |
| 2013-14 | Brose Baskets Bamberg | 10 | 21.1 | .408 | .481 | .833 | 1.5 | 1.8 | 0.5 | 0.0 | 12.5 |
| 2014-15 | Limoges CSP           | 10 | 26.1 | .595 | .458 | .818 | 2.6 | 3.1 | 1.2 | 0.1 | 14.0 |
| 2015-16 | Unicaja de Málaga     | 15 | 21.3 | .328 | .393 | .875 | 1.3 | 2.4 | 0.8 | 0.0 | 7.8  |
| Total   | Total                 | 35 | 22.6 | .424 | .443 | .839 | 1.7 | 2.4 | 0.8 | 0.0 | 10.9 |